# Ветерско
Ветерско или Ветрено (изписване до 1945 Вѣтерско, на македонска литературна норма: Ветерско) е село в община Велес, Северна Македония.

## География
Разположено е в периферния северен край на Велешката община в южното подножие на Градищанската планина и отстои на 16 км от административния център Велес. В непосредствена близост до него, от лявата му страна, преминава един от главните пътища на Северна Македония Скопие - Велес - Гевгели - Солун.

## История
В „Етнография на вилаетите Адрианопол, Монастир и Салоника“, издадена в Константинопол в 1878 година и отразяваща статистиката на населението от 1873 година, Ветерско е посочено като село с 15 домакинства със 73 жители българи. Според статистиката на Васил Кънчов („Македония. Етнография и статистика“) от 1900 година селото е населявано от 115 жители, всички българи.
В началото на XX век цялото село е под върховенството на Българската екзархия. По данни на секретаря на екзархията Димитър Мишев („La Macédoine et sa Population Chrétienne“) в 1905 година във Ветрино има 136 българи екзархисти.
При избухването на Балканската война в 1912 година 4 души от Ветерско са доброволци в Македоно-одринското опълчение.
След Междусъюзническата война в 1913 година селото попада в Сърбия.
На етническата си карта от 1927 година Леонард Шулце Йена показва Ветерско (Vetersko) като българско християнско село.

## Ветерско днес
Селцето има малка църква „Свети Никола“, която до началото на XX век е в развалини. Предполага се, че турците или бежанците от Босна и Херцеговина съборили църквата при разселването им в района между 1887 и 1889 г. След началото на Първата световна война те били изгонени от околностите. Край селото е разположен известният манастир „Свети Йоан Ветерски“.
Ветерско е почти обезлюдяло, като към 2002 г. в него живеят 9 души, всички самоопределящи се като македонци. Землището му е 10,7 км2, от които пасищата заемат 688,7 ха, обработваемите земи 206,2 ха, а горите 115,2 ха. Малкото на брой жители се занимават със земеделско-скотовъдна дейност.

## Личности
Родени във Ветерско
- Пано Манев (1887 - 1945), български революционер, терорист на ВМРО

Починали във Ветерско
- Александър Латовчето, четник при Панчо Константинов, загива през 1906 година край манастира „Св. Иван“ край Ветерско,[7]